# 旧優生保護法違憲国家賠償請求訴訟
旧優生保護法違憲国家賠償請求訴訟（きゅうゆうせいほごほういけんこっかばいしょうせいきゅうそしょう）とは、日本の国家賠償請求訴訟のひとつ。別名は強制不妊訴訟。
一定の障害を有する者を「不良」なものとし、強制的に不妊手術を実施することができることなどを定めた旧優生保護法が、日本国憲法に違反していたとして、国に賠償を求めて提起したものである。
2024年7月3日に最高裁判所大法廷が、旧優生保護法中のいわゆる優生規定（同法3条1項1号から3号まで、10条及び13条2項）を憲法13条、14条違反と判断し、国に対し賠償を命ずる判決を言い渡している。

## 概要
1940年にナチス・ドイツの遺伝病子孫防止法をモデルに制定された国民優生法は、日本国憲法施行後の1948年に日本社会党の議員を中心とする議員立法により、衆参両院の全会一致の議決で優生保護法に改められた。同法は幾度かの改正を経たのち、特定の障害・疾患を有する者の子孫を「不良」なものと扱い、そのような子孫が生じることのないよう強制的に不妊手術（優生手術）を行うことを認める規定があった。
1996年に同法の優生手術に関する条項が削除され、母体保護法に改正されるまでの48年間、同法に基づき強制的に不妊手術を受けた者は約1万5000人、「同意があった」とされる人も含めれば2万5000人以上に登るとされる。この中には、遺伝性ではない障害を理由に行われた優生手術もあった。
2018年1月30日、宮城県在住の女性が、旧優生保護法による不妊手術を強制させられたとして国に対し3300万円余りの賠償を求めて、全国で初めて提訴した。
これ以降、旧優生保護法に基づいて強制不妊を受けさせられたとする原告やその配偶者・相続人らが、国に対して国家賠償を求める民事訴訟が全国各地で提起された。2024年7月時点で39人の原告（うち6人が死亡）が12の地裁やその支部に訴えを起こしている。後述の通り、裁判で原告らは優生保護法の違憲性を主張して賠償を請求しているのに対し、国は優生保護法の違憲性の主張に対する反論を一切行わず、民法旧724条後段の除斥期間が経過していることのみを争っている。

## 争点
原告は、優生保護法中の優生規定が人格権を損害するものとして憲法13条（個人の尊重・幸福追求権）に、障害者を殊更に差別する規定だとして憲法14条（法の下の平等）に、また、家族制度の構築に関する権利を奪われたとして憲法24条（婚姻の自由・家族制度）に違反すると主張している。一部の原告は憲法31条（適正手続・身体の自由）違反、憲法36条（拷問・残虐な刑罰の禁止）違反や条約違反なども主張していた。
一方国は優生保護法の優生規定の違憲性に対する主張について反論を行なっておらず、民法724条後段の除斥期間が経過したことを主張していた。これに対し、原告は、同規定が除斥期間を定めたものであるとする1989年の判例は誤りであり、消滅期間を定めたものであるという解釈に変更されるべきであること、仮に除斥期間を定めたものとしても、除斥期間の適用が著しく正義・公平の理念に反する本件で適用されるべきではないことを主張していた。

## 第一審・地方裁判所
各地の地方裁判所では、優生保護法の優生規定の立法あるいは同法の優生規定を改正しないまま長らく放置した立法の不作為について、日本国憲法に反して違法であるとの判断が相次ぐ一方、不法行為の時から20年が経過すると、損害賠償請求権は消滅する民法724条後段の規定（除斥期間）の適用によって、請求棄却の判決が続いていた。
しかし、2022年2月22日に大阪高等裁判所が全国で初めて国家賠償請求を認容した（後述）のを皮切りに、一部の地裁でも原告の請求を認める動きが出た。2023年1月23日、熊本地方裁判所は日本国政府に対し熊本県の男女に計2200万円の賠償を命じる判決を言い渡し、地裁レベルでは初の原告勝訴となった。
各地裁の判断は次の通りである。 
| 提訴日         | 裁判所                 | 判決日         | 結果     | 優生保護法の違憲性   | 民法724条後段の適用      | 備考 | 出典   |
| -------------- | ---------------------- | -------------- | -------- | -------------------- | ------------------------ | --- | ------ |
| 2018年1月30日  | 仙台地方裁判所         | 2019年5月28日  | 請求棄却 | 13条違反             | 20年経過により請求権消滅 | | [ 6 ]  |
| 2018年5月17日  | 仙台地方裁判所         | 2019年5月28日  | 請求棄却 | 13条違反             | 20年経過により請求権消滅 | | [ 6 ]  |
| 2018年5月17日  | 東京地方裁判所         | 2020年6月30日  | 請求棄却 | 違法                 | 20年経過により請求権消滅 | 憲法13条で保障された権利を侵害するものと判示。東京高裁が取り消し。 | [ 7 ]  |
| 2018年9月28日  | 大阪地方裁判所         | 2020年11月30日 | 請求棄却 | 13条、14条違反       | 20年経過により請求権消滅 | 大阪高裁が取り消し。 | [ 8 ]  |
| 2019年1月30日  | 大阪地方裁判所         | 2020年11月30日 | 請求棄却 | 13条、14条違反       | 20年経過により請求権消滅 | 大阪高裁が取り消し。 | [ 8 ]  |
| 2018年5月17日  | 札幌地方裁判所         | 2021年1月15日  | 請求棄却 | 13条、14条、24条違反 | 20年経過により請求権消滅 | 札幌高裁が取り消し。 | [ 9 ]  |
| 2018年6月28日  | 札幌地方裁判所         | 2021年2月4日   | 請求棄却 | 判断示さず           | 判断示さず               | 原告に対して行われた手術は優生保護法に基づくものではなかったと認定。 | [ 9 ]  |
| 2018年9月28日  | 神戸地方裁判所         | 2021年8月3日   | 請求棄却 | 13条、14条、24条違反 | 20年経過により請求権消滅 | 大阪高裁が取り消し。 | [ 10 ] |
| 2019年2月27日  | 神戸地方裁判所         | 2021年8月3日   | 請求棄却 | 13条、14条、24条違反 | 20年経過により請求権消滅 | 大阪高裁が取り消し。 | [ 10 ] |
| 2019年12月13日 | 大阪地方裁判所         | 2022年9月22日  | 請求棄却 | 13条、14条違反       | 除斥期間の適用を制限     | 訴訟提起の前提となる情報や相談機会へのアクセスが著しく困難な環境が解消されてから6か月を経過するまでの間、除斥期間の適用が制限されるものとしたが、原告はこれをすでに過ぎているものとして適用しなかった。大阪高裁が取り消し。                                                                                      | [ 11 ] |
| 2018年6月28日  | 熊本地方裁判所         | 2023年1月23日  | 請求認容 | 13条、14条違反       | 除斥期間の適用を制限     | 重大な被害を受けた者の権利行使が困難であり、その原因を作出した加害者の帰責性が重大である場合に加害者が責任を全部免れることは著しく正義・公平に反するとし、国に計2200万円の賠償を命じた。 | [ 12 ] |
| 2019年1月29日  | 熊本地方裁判所         | 2023年1月23日  | 請求認容 | 13条、14条違反       | 除斥期間の適用を制限     | 重大な被害を受けた者の権利行使が困難であり、その原因を作出した加害者の帰責性が重大である場合に加害者が責任を全部免れることは著しく正義・公平に反するとし、国に計2200万円の賠償を命じた。 | [ 12 ] |
| 2019年1月30日  | 静岡地方裁判所         | 2023年2月24日  | 請求認容 | 13条、14条違反       | 除斥期間の適用を制限     | 被害者が優生手術等を強いられた事実を知り得ない状況を作出して除斥期間が経過した場合に、被害者が一切の権利行使をすることが許されず、その原因を作った国側が損害賠償義務を免れるとすることは、著しく正義・公平の理念に反するとして、国に1650万円の賠償を命じた。                                                     | [ 13 ] |
| 2018年12月17日 | 仙台地方裁判所         | 2023年3月6日   | 請求認容 | 13条、14条、24条違反 | 除斥期間の適用を制限     | 憲法上保障された権利を侵害された被害者が、国民の権利を擁護すべきである国側の政策によって訴訟提起の前提となる情報や相談機会へのアクセスが著しく困難な環境を作出され、除斥期間が経過したことで一切の権利行使をすることが許されなくなることは、著しく正義・公平の理念に反するとして、国に計3300万円の賠償を命じた。 | [ 14 ] |
| 2022年9月26日  | 名古屋地方裁判所       | 2024年3月12日  | 請求認容 | 13条、14条違反       | 除斥期間の適用を制限     | 優生保護法のもとで、障害者は劣った人々との認識を広め、損害賠償を求めるのが極めて困難な状況を作りだしたのは国であって、そのために除斥期間を理由に賠償義務を免れるのは著しく正義、公平の理念に反するとして、国に1650万円の賠償を命じた。                                                                           | [ 15 ] |
| 2020年6月29日  | 静岡地方裁判所浜松支部 | 2024年5月27日  | 請求認容 | 13条、14条違反       | 除斥期間の適用を制限     | 国が障害のある人に対する社会的な差別や偏見を正当化し、助長したため、原告は訴えを起こす前提となる情報へのアクセスが著しく困難になった。そのような場合に除斥期間を適用するのは、著しく正義、公平の理念に反するとして、国に1650万円の賠償を命じた。                                                                 | [ 16 ] |
| 2019年12月24日 | 福岡地方裁判所         | 2024年5月30日  | 請求認容 | 13条、14条違反       | 除斥期間の適用を制限     | 国が優生保護法を推進する施策で極めて強度の人権侵害を行い、その後もその態度を是正しなかったために、夫婦は裁判を起こすための情報へのアクセスが困難な環境にあったため、除斥期間を適用するのは、著しく正義、公平の理念に反するとして、国に1640万円余の賠償を命じた。                                                 | [ 17 ] |

## 控訴審・高等裁判所
除斥期間を理由に原告らの請求が棄却され続けていた中、2022年2月22日、大阪高等裁判所は、優生保護法に基づく人権侵害が強度なものである上、国の違法な立法行為によって、障害者に対する偏見・差別が正当化・固定化、助長されてきたもので、これに起因して、原告らは、訴訟提起の前提となる情報や相談機会にアクセスすることさえ著しく困難であったとし、正義・公平の理念から除斥期間の適用を制限して、全国で初めて国家賠償請求を認容した。
2024年6月までに言い渡された高裁判決8件全てで優生保護法は憲法違反であると判断されており、そのうち6件で国に賠償を命じる判決が出ていた。特に、2023年10月25日の仙台高等裁判所の判決では最高裁判所の判例と異なり、そもそも民法724条の規定を除斥期間ではなく消滅時効を定めた規定であると解釈し、国の時効援用は権利の濫用として原告の請求を認容した。
高裁の判断は次の通りである。判決裁判所名が太字の事件は判断が確定した事件。
| 判決裁判所     | 判決日         | 結果     | 優生保護法の違憲性   | 民法724条後段の適用      | 備考 | 原裁判所       | 出典   |
| -------------- | -------------- | -------- | -------------------- | ------------------------ | --- | -------------- | ------ |
| 大阪高等裁判所 | 2022年2月22日  | 請求認容 | 13条、14条違反       | 除斥期間の適用を制限     | 優生保護法の立法に伴う障害者等に対する差別・偏見を助長する政策のために、訴訟提起の前提となる情報や相談機会へのアクセスが著しく困難な環境にあったことによって賠償請求権が消滅するのは著しく正義・公平の理念に反するとして、このような事情が解消されてから6か月を経過するまでの間、除斥期間の適用が制限されるものとし、国に計2750万円の賠償を命じた。確定。                   | 大阪地方裁判所 | [ 20 ] |
| 東京高等裁判所 | 2022年3月11日  | 請求認容 | 13条、14条違反       | 除斥期間の適用を制限     | 優生手術について十分な調査をし、被害者が自己の受けた被害についての情報を入手できる制度を整備することを怠ってきたこと等によって除斥期間を経過した場合に国が損害賠償責任を免れるのは、著しく公平・正義の理念に反するとして、一時金支給法施行日から5年間は請求権が消滅しないとして、国に1500万円の賠償を命じた。確定。                                                         | 東京地方裁判所 | [ 21 ] |
| 札幌高等裁判所 | 2023年3月16日  | 請求認容 | 13条、14条、24条違反 | 除斥期間の適用を制限     | 前記2022年の大阪高裁判決と同様の論理によって、除斥期間の適用が制限されるものとし、国に1650万円の賠償を命じた。確定。 | 札幌地方裁判所 | [ 22 ] |
| 大阪高等裁判所 | 2023年3月23日  | 請求認容 | 13条、14条違反       | 除斥期間の適用を制限     | 国が損害賠償請求権行使を著しく困難とする状況を作出したことによって請求権が消滅するのは著しく正義・公平の理念に反するとして、優生保護法が憲法の規定に違反していると国が認めた時、又は憲法の規定に違反していることが最高裁判所の判決により確定した時のいずれか早い時期から6か月を経過するまでは請求権が消滅しないものとし、国に計4950万円の支払いを命じた。確定。             | 神戸地方裁判所 | [ 23 ] |
| 仙台高等裁判所 | 2023年6月1日   | 棄却     | 14条違反             | 20年経過により請求権消滅 | 最高裁が破棄。2024年9月24日に原告2人のうち1人との間で和解成立。 | 仙台地方裁判所 | [ 24 ] |
| 札幌高等裁判所 | 2023年6月16日  | 棄却     | 13条、14条、24条違反 | 判断示さず               | 原告に対して行われた手術は優生保護法に基づくものではなかったとした原判決を支持した。違憲の判断は傍論において言及した。最高裁で確定。 | 札幌地方裁判所 | [ 25 ] |
| 仙台高等裁判所 | 2023年10月25日 | 請求認容 | 13条、14条、24条違反 | 消滅時効の適用を認めず   | 最高裁判所の判例では、民法724条後段は除斥期間とされており、一定期間が経過している場合は裁判所が当事者の主張に関わらず請求を棄却することができるとされていたが、本判決ではこれと異なり、同規定は当事者による適用の主張が必要な「消滅時効」を定めたものであり、その上で国の時効援用は権利の濫用として、国に計3300万円の支払いを命じた原判決を支持した。確定。                 | 仙台地方裁判所 | [ 26 ] |
| 大阪高等裁判所 | 2024年1月26日  | 請求認容 | 13条、14条違反       | 除斥期間の適用を制限     | 国が非人道的な優生手術を制度化して、優生思想に基づく政策を積極的に推進し、障害者差別や偏見を正当化・固定化し、助長したことで請求権が消滅するのは著しく正義・公平の理念に反するとして、権利行使を客観的に困難とする事由の解消（本件では、不妊手術の実施の証明となる診断書の取得）から6か月を経過するまでは請求権が消滅しないものとして、国に計1320万円の支払いを命じた。確定 | 大阪地方裁判所 | [ 27 ] |

## 最高裁判所判決
2023年11月1日、札幌高裁、仙台高裁、東京高裁、大阪高裁の合わせて5件の判決に関して上告及び上告受理申立てがなされていた裁判について、最高裁判所第一小法廷（裁判長:岡正晶）は、上告を受理するとともに、審理を大法廷（裁判長:戸倉三郎長官）に回付した。
2024年5月16日、最高裁判所は、本件の弁論期日に障害者などが多く傍聴に訪れることが予想されるため、事案の特殊性に鑑みて、当事者などの要望に応じ過去最大規模の対応を取ることを発表した。具体的には、法廷内に大型のモニターを6台用意して当事者の主張資料ややりとりをリアルタイムで映したり、原告が手配した手話通訳者を傍聴席に配置したり、大法廷に12人分の車椅子用スペースを設けたりする処置を行うとされている。これに先立って、最高裁が用意している「傍聴人の皆様へ」と題する案内書面にも、通常と異なってルビが付されるなどの対応もとられていた。同年7月3日の判決公判では、一部手話通訳者の公費負担などの措置も取られた。
2024年5月29日に口頭弁論が開かれ、原告による意見陳述などが行われた。
2024年7月3日、最高裁判所大法廷において、原告全面勝訴の判決が言い渡された。原審で勝訴した4件に関しては、国側の上告を棄却し、国に賠償を命じる判決が確定した。また、原審で原告が敗訴した1件についてはその判決を破棄し、賠償額の算定等のために仙台高裁での審理のやり直しを命じた。最高裁が法令の規定に違憲判決を出すのは戦後13例目である。

### 判断の内容[34]

#### 旧優生保護法の違憲性について
憲法13条は人格的生存に関わる重要な権利として、自己の意思に反して身体への侵襲を受けない自由を保障しているところ、不妊手術は、生殖能力の喪失という重大な結果をもたらす身体への侵襲であるから、不妊手術を受けることを強制することは上記自由に関する重大な制約にあたり、正当な理由に基づかずに不妊手術を受けることを強制することは、同条に反し許されない。
旧優生保護法の優生規定は、特定の疾病や障害を有する者などを対象とする不妊手術を定めたもので、特定の障害等を有する者が不良であるという評価を前提に、その者又はその者と一定の親族関係を有する者に不妊手術を受けさせることによって、同じ疾病や障害を有する子孫が出生することを防止することにある。しかし、上記の優生保護法の立法目的は、立法当時の社会状況をいかに勘案したとしても正当とはいえないものであることが明らかであり、憲法13条が保障する個人の尊厳と人格の尊重の精神に著しく反するものである。
また、憲法14条は法の下の平等を定めているが、特定の疾病や障害を有する者などを対象とする不妊手術を定めた優生条項は、上記の通り合理性が認められないから、合理的な根拠に基づかない差別的取扱いにあたる。
よって、本件優生条項は、憲法13条及び14条に違反していた。また、本件規定の内容は、国民に憲法上保障されている権利を違法に侵害するものであることが明白であったから、優生保護法の立法行為は、国家賠償法上違法の評価を受ける。
なお本件の優生規定は本人の同意を要件とする不妊手術について定めた条項もあるが、もっぱら優生上の見地から特定の個人に重大な犠牲を払わせようとするもので、これに応じてされた同意があることをもって当該不妊手術が強制にわたらないということはできないし、周囲からの圧力等によって本人がその真意に反して不妊手術に同意せざるを得ない事態も容易に想定されるため、実質的に不妊手術を強制させるものだったというべきである。

#### 除斥期間について
1989年の最高裁判例では、平成27年法律第44号による改正前の民法724条後段の規定は除斥期間を定めたものであると解されるべきであり、裁判所は当事者の主張にかかわらず、除斥期間の経過により同請求権が消滅したものと判断すべきであって、除斥期間の主張が信義則違反又は権利濫用であるという主張は主張自体失当であるとしていた。その目的は、不法行為をめぐる法律関係の速やかな確定を意図した規定であると解される。
しかし、優生保護法の立法は、上記のように憲法上保障されている権利を違法に侵害することが明白で、国民が重大な被害を受けた本件では必ずしもこの除斥期間の立法意図が妥当しない。国は上記の通りの憲法違反の立法に基づいた差別的な施策を48年間に渡り継続し、審査を要件とする優生手術を行う際には身体の拘束、麻酔薬施用又は欺罔等の手段を用いることも許される場合がある旨の通達を発出するなどもして、優生手術を行うことを積極的に推進し、これにより約2万5000人もの多数の者が被害を受けた。さらに、国は国家賠償請求権を定めた憲法17条の趣旨も踏まえれば、国会において、適切に立法裁量権を行使して速やかに補償の措置を講ずることが強く期待される状況にあったにもかかわらず、不妊手術は適法であり、補償をしないという立場を取り続け、本件訴訟の提訴を受けて2019年に一時金支給法が制定されたがその額も320万円にとどまった。
以上の諸事情に照らすと、本件に除斥期間が適用されて、国が賠償責任を逃れることは著しく正義公平の理念に反し、到底容認することができない。このような見地に立って検討すると、裁判所が除斥期間の適用をするには当事者の主張が必要であると解するべきであり、賠償請求権が除斥期間の経過により消滅したとすることが著しく正義・公平の理念に反し、到底容認することができない場合には、裁判所は、除斥期間の主張が信義則に反し又は権利の濫用として許されないと判断することができると解するのが相当である。これと異なる趣旨をいう1989年判例その他の最高裁判例は、いずれもこれを変更する。

### 各裁判官の個別意見
優生保護法が憲法違反であったことと、国に対して賠償を命じた結論は、15人の裁判官の全員一致の意見。
個別意見については、除斥期間に関わる判例変更の範囲についてと、被害者に対する補償についての三浦守裁判官の補足意見、判例変更に関する草野耕一裁判官の補足意見がある。また、民法724条後段の規定を除斥期間ではなく消滅時効と解するべきであるとする宇賀克也裁判官の少数意見がある。

## 最高裁判決後の動き
最高裁大法廷判決の翌々日である2024年7月5日、最高裁第一小法廷（岡正晶裁判長）は、大法廷に回付されていなかった別の2件に関する国側の上告受理申立てを退ける決定をした。一方、7月8日には、優生保護法による手術が行われたとする客観的証拠がないとされた北海道在住の女性の訴えを退ける決定をした。

### 和解

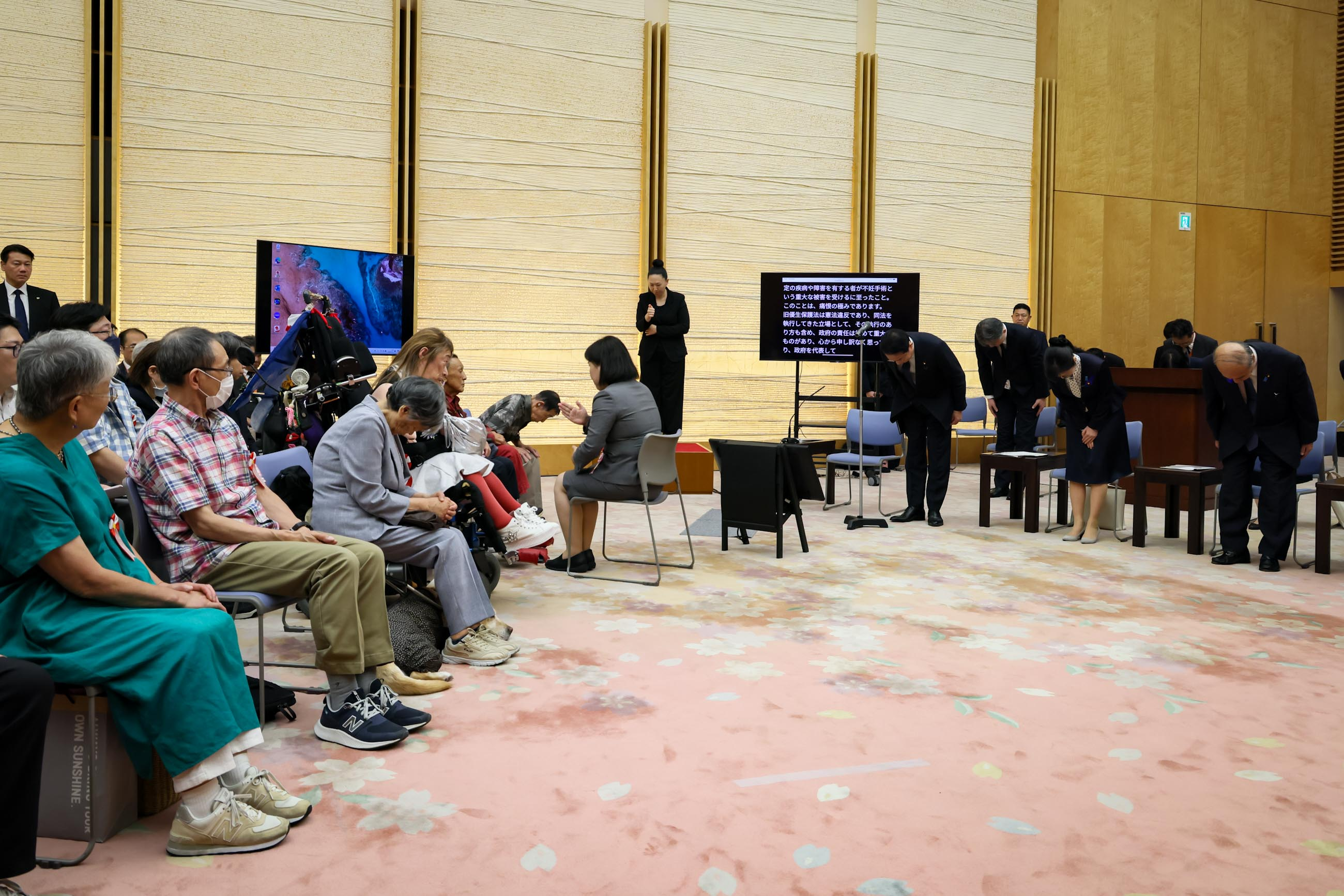
首相の岸田文雄による面会と謝罪

2024年7月17日、内閣総理大臣の岸田文雄が原告団と面会し、直接謝罪した。また、法務大臣の小泉龍司とこども政策担当大臣の加藤鮎子に、早期の補償の実施と係属中の訴訟における除斥期間の主張の取り下げと和解を指示したことを明らかにした。2024年7月31日には、東京地裁に提訴されていた1件につき、国が1650万円を支払う内容の和解が成立した。旧優生保護法に関連する事件で和解が成立するのは初めてで、今後各地の同種訴訟で和解が成立することが見込まれている。
2024年8月20日には和解基本合意案が国から弁護団側に示され、同年9月13日、国と原告団・弁護団の間で、次の内容の和解合意が交わされた。
- 国は、原告に対し謝罪すること。
- 国は、次の区分で原告に対し慰謝料と弁護士費用を支払うこと。
  - 不妊手術を受けた者には、1500万円。
  - 不妊手術を受けた者の配偶者には、200万円。
  - 不妊手術を受けた者とその配偶者の両方が原告となっている場合は、合わせて1500万円。
- 弁護団が要望している、差別のない社会の実現に向けた恒久対策の実施や、弁護団との定期的な協議などについては、引き続き協議すること。

2024年10月までに成立した和解は、次の通りである。
| 和解裁判所             | 和解日        | 和解金額 | 備考                                                                           | 出典   |
| ---------------------- | ------------- | -------- | ------------------------------------------------------------------------------ | ------ |
| 東京地方裁判所         | 2024年7月31日 | 1650万円 | 初の和解。原告の体調に懸念があったため、国との基本合意を待たず早期に和解した。 | [ 38 ] |
| 静岡地方裁判所浜松支部 | 2024年9月13日 | 1650万円 |                                                                                | [ 41 ] |
| 東京高等裁判所         | 2024年9月13日 | 1650万円 |                                                                                | [ 41 ] |
| 大分地方裁判所         | 2024年9月20日 | 3300万円 | 原告2名にそれぞれ1650万円を支払う。                                            | [ 42 ] |
| 札幌地方裁判所         | 2024年9月20日 | 1770万円 | 本和解を持って北海道内の訴訟は終結。                                           | [ 43 ] |
| 仙台地方裁判所         | 2024年9月24日 | 4950万円 | 原告3名にそれぞれ1650万円を支払う。                                            | [ 44 ] |
| 仙台高等裁判所         | 2024年9月24日 | 1650万円 | 原告2名のうち1人と和解。残る1名とは引き続き協議が行われる予定。                | [ 44 ] |
| 徳島地方裁判所         | 2024年10月2日 | 1650万円 |                                                                                | [ 45 ] |

### 補償立法
最高裁判決後の7月9日、超党派の議員連盟である「優生保護法下における強制不妊手術について考える議員連盟」が7月9日に総会を開き、救済範囲や補償金額を検討するプロジェクトチームを設置して、早急に国会に救済法案を提出する考えを示した。8月1日には同作業チームが会合を開き、原告団から手術を受けた被害者が1500万円、配偶者が500万円とする補償案が示された。また、強制不妊手術のみならず、強制的に人工妊娠中絶を受けさせられた被害者も対象とすべきであるとの意見も出された。
9月18日、議連は、不妊手術の被害者本人に1500万円、配偶者に500万円を支払うとする救済法案の骨子案を了承した。一時金支給法に基づく320万円の一時金も残されるため、被害者本人には最大で合計1820万円が支払われることになる。また、強制的に人工妊娠中絶を受けさせられた被害者に対しても一時金として200万円を支給する。2024年10月に召集された第214回国会において、10月7日に谷公一衆議院地域活性化・こども政策・デジタル社会形成に関する特別委員長が以下の謝罪の言葉を前文に明文化した「旧優生保護法に基づく優生手術等を受けた者等に対する補償金等の支給等に関する法律案」を提出、同日衆議院を通過し、10月8日に参議院で全会一致で可決、成立した。

### 国会における謝罪決議
2024年10月7日に衆議院、10月8日に参議院で、次の謝罪決議が全会一致で議決された。

### その他

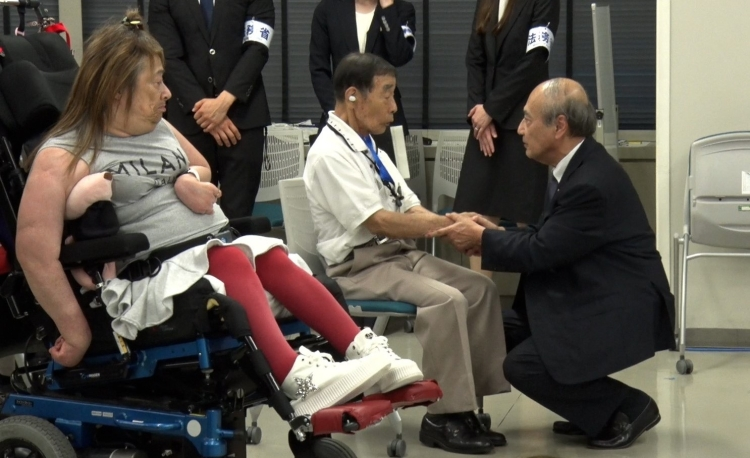
法相の小泉龍司による面会と謝罪

2024年8月2日、小泉龍司法相は、強制不妊訴訟の原告らと法務省で面会した。「多くの方が心身に多大な苦痛を受けた。真摯に反省し、心から謝罪する」と伝達するとともに、「疾病や障害の有無で分け隔てられることなく共生する社会の実現に全力を尽くす」と表明した。原告団は問題の早期解決を求める要請書を小泉法相に提出した。